# In a Bar, Under the Sea
In a Bar, Under the Sea is een album van de Belgische rockgroep dEUS. Het is het tweede album van de groep en verscheen in 1996. Het album bracht dEUS onder grotere internationale aandacht. "Fell Off the Floor, Man", "Theme from Turnpike", "Roses" en "Little Arithmetics" kwamen uit op single.

## Tracklist
1. "I Don't Mind Whatever Happens"
2. "Fell Off the Floor, Man"
3. "Opening Night"
4. "Theme from Turnpike"
5. "Little Arithmetics"
6. "Gimme the Heat"
7. "Serpentine"
8. "A Shocking Lack Thereof"
9. "Supermarketsong"
10. "Memory of a Festival"
11. "Guilty Pleasures"
12. "Nine Threads"
13. "Disappointed in the Sun"
14. "For The Roses"
15. "Wake Me Up Before I Sleep"

## Trackinfo
- "I Don't Mind Whatever Happens" werd in Frankrijk opgenomen. dEUS speelde het nummer door de telefoon tijdens een gesprek met radiozender Studio Brussel, vandaar de eigenaardige klank die doet denken aan oude platen van bluesartiesten uit het interbellum van de 20e eeuw.
- "Fell Off The Floor, Man" werd opgenomen met percussiewerk en een Hammondorgelspel door hun producer Eric Drew Feldman (bekend als ex-muzikant bij Captain Beefheart). De eerste zinnen worden uitgesproken door Scott McCloud, lid van de groep Girls Against Boys.
- De regel "I feel like Gina might/on her opening night" in "Opening Night" verwijst naar John Cassavetes' film "Opening Night" met actrice Gena Rowlands.
- De jazz-sample die je hoort in "Theme From Turnpike" komt uit Charles Mingus' "Far Wells, Mill Valley". De regel "New Jersey turnpike ridin' on a wet night" verwijst naar een nummer op Bruce Springsteens "Nebraska"-album. De videoclip bij dit nummer was de kortfilm "Turnpike", waarin twee mannen over de Champs Elysées te Parijs wandelen. Tegen het einde van de clip begint een van hen een raar dansje te doen, wat door sommige videoclipzenders geïnterpreteerd werd als spot tegenover epilepsiepatiënten. Hierdoor werd de clip niet zo vaak gedraaid. Een van de acteurs die in de clip meespeelt is Sam Louwyck.
- "Serpentine" gaat over ontrouw. Het refrein werd geïnspireerd door een interview tussen Barman en zijn favoriete acteur, Sean Penn, die "you do it straight or you do it serpentine" zei.
- Op "Supermarket Song" verwijst de regel "Spastic Sam en Eric Drew make supermarkets superflue" naar Sam Louwijck en Eric Drew Feldman.
- De track "Disappointed in the Sun" verwijst naar een uitspraak van Captain Beefheart in een interview met Anton Corbijn in diens 13 minuten durende kortfilm "Some Low Yo Yo Stuff" (1993). Beefheart zei toen dat nadat hij schilderijen van Vincent van Gogh in een museum gezien had en vervolgens buiten kwam, hij "de zon teleurstellend vond".
- Ook in "Roses" verwijst de regel "she's painting on my back a green tom/the beefheart one" naar Captain Beefheart. Het nummer verwijst naar een Duits meisje waar Barman ooit een relatie mee had, maar toen ze elkaar eens ergens terugzagen deed alsof ze hem niet kende. Toch begon ze hem terug te verleiden. Volgens een interview uit 1998 in Humo zond het meisje hem nog elke week "afschuwelijke geparfumeerde liefdesbrieven." In datzelfde interview zei Barman dat het nummer stilistisch een imitatie van Nirvana is.
- "Wake Me Up Before I Sleep" werd gecoverd door The Walkabouts in 2000.